# 日暮眞
日暮 眞（ひぐらし まこと、1934年 - ）は、日本の医師、医学者。学位は医学博士（東京大学）。東京大学名誉教授。瀬川記念小児神経学クリニック 非常勤医師。専門はダウン症候群、発達障害など。
東京大学医学部 保健学科 母子保健学 第3代主任教授、高崎健康福祉大学大学院 教授などを歴任した。

## 人物・来歴
1959年東北大学医学部医学科卒業、トロント大学小児病院、杏林大学医学部、山梨医科大学 教授等を経て、1988年東京大学医学部 保健学科 母子保健学（現東京大学大学院医学系研究科 国際保健学専攻 国際生物医科学講座 発達医科学教室）第3代主任教授、1995年東京大学教授退官、東京大学 名誉教授。
東大退官後、東京家政大学家政学部 児童学科 教授、東京都母子保健サービスセンター 所長、高崎健康福祉大学大学院 健康福祉学研究科 教授などを務める。 　

## 著書
- 『ダウン症 (小児のメディカル・ケア・シリーズ) 単行本』医歯薬出版、1998年5月15日。ISBN 978-4263230626

など

## 所属学会
- 日本先天異常学会
- 日本小児神経学会
- 日本人類遺伝学会
- 日本小児保健学会

など